# Salvador Farfán
Salvador Farfán (22. června 1932, Mexiko – 7. března 2023) byl mexický fotbalista, záložník. 

## Fotbalová kariéra
Hrál v Mexiku za Real Club España, Club América, Atlante FC, CD Cuautla a Club Atlético Zacatepec. Za reprezentaci Mexika nastoupil v roce 1961 ve 2 utkáních. Byl členem mexické reprezentace na Mistrovství světa ve fotbale 1962, ale v utkání nenastoupil.